# Конституция Мэриленда
Конституция штата Мэриленд (англ. Constitution of Maryland) — основной закон штата Мэриленд, который был ратифицирован 18 сентября 1867 года. Она заменила недолго действовавшую Конституцию штата Мэриленд 1864 года и является четвёртой конституцией, в соответствии с которой происходит управление государством. Последний раз поправки вносились в 2012 году.
Объем конституции примерно 47000 слов (включая примечания), что гораздо больше среднего объема конституции любого штата в США, который составляет около 26000 слов (объем Конституции США около 8700 слов).

## Историческая справка, составление, подписание
Конституция штата 1864 года была написана во время Гражданской войны, когда члены юнионистской партии временно управляли штатом Мэриленд. Будучи одобренной незначительным большинством (50.31%) государства, имеющим право голоса, в том числе военнослужащими из других государств, которые были назначены служить в штате Мэриленд, она временно лишила права избирательного голоса примерно 25 000 человек в штате Мэриленд, которые сражались за конфедерацию или как-либо поддерживали её, пытаясь добиться изменений в государстве. Также, в то время как оставшиеся рабы были наделены правами после внесения поправки в конституцию, Конституция 1864 года изменила порядок представления в Генеральной Ассамблее, чтобы помочь сохранить власть в руках белой элиты.
Конституция 1867 г. была разработана конвенцией, которая проходила в столице штата — городе Аннаполис, между 8 мая и 17 августа 1867 года. Она был представлена народу государства для ратификации 18 сентября и была утверждена путем голосования (количество голосовавших от 27,152 до 23,036). Она вступила в силу 5 октября 1867 года.

## Декларация прав
Конституция штата Мэриленд начинается с Декларации прав, которая похожа на Билль о правах США, но, как и большинство биллей о правах различных штатов, она шире, чем федеральная версия. Кроме всего прочего, Конституция штата Мэриленд гарантирует суд присяжных, правовые гарантии, свободу печати и вероисповедания. Она также запрещает, среди прочего, принятие постфактум законов и жестоких и необычных видов наказания. В частности, присяжные в уголовных делах объявляются судьями, решающими вопросы по закону, а также по наличию доказательств, таким образом внося в Конституцию право (как обычно называют) нуллификации присяжных, что было распространено в XIX веке. К 1867 году этот принцип уже был в упадке в результате злоупотреблений (в таких конфликтах, как Мормоны в Нову, штат Иллинойс и Закон о беглых рабах 1850 года), и на сегодняшний день в положении меньшинства.
В то время как в Декларации прав говорится, что «хорошо организованная милиция является правильной и естественной защитой свободного правительства», но она не дает право на ношение оружия. Конституция штата Мэриленд является одной из немногих конституций штатов, не имеющей эквивалента Второй поправки.
Отражая историю веротерпимости штата Мэриленд, она ограничивает гарантию от религиозной недееспособности для тех, кто верит в Бога, Божественную награду и наказание.
Единогласным решением 1961 года, вынесенным Верховным судом США в деле Торкасо против Уоткинса было то, что попытка применить данное положение нарушает Первую и Четырнадцатую Поправки к Конституции США. В 1970 году в 36 статью были внесены поправки, включая фразу «Ничто в настоящей статье не влияет на установление религии». Первоначальная редакция Статья осталась на месте, по-видимому, как нечто символическое, а не действенное.
Конституция штата Мэриленд описывает разделение прав доктрины, который подразумевается в Федеральной Конституции. Конституция штата Мэриленд утверждает, что «законодательная, исполнительная и судебная власти государства должны функционировать независимо друг от друга; и ни одно лицо, осуществляющее функции одной из указанных ветвей власти не должно принимать или исполнять обязанности любой другой ветви власти».

## Поправки

### Процесс внесения поправок
Поправки к Конституции предлагаются Законодательным Собранием штата при трех пятых голосов в обеих палатах. Затем поправки должны быть ратифицированы большинством голосующих людей на референдуме, который проведен одновременно со следующими всеобщими выборами. В отличие от Федеральной Конституции, когда в Конституцию штата Мэриленд вносят изменения, официальный текст документа редактируют, убирая язык, который больше не используется. Однако большинство печатных версий Конституции включают в себя аннотации, которые указывают, какие части были изменены или удалены и в какое время.
Положение в документе требует, чтобы каждые 20 лет народ государства опрашивали на предмет того, должна ли быть созвана государственная конституционная конвенция. Такая Конвенция созывается, если большинство голосов «за». На последних выборах в 2010 году, где этот вопрос можно было задать, избиратели не захотели созывать Конвенцию.

### Значительные поправки
В то время как в среднестатистическую Конституцию какого-либо штата были внесены поправки примерно 115 раз, начиная с 2004 года, в Конституцию штата Мэриленд были внесены изменения почти 200 раз, последний раз в 2012 году. В 1910 году была предложена Поправка Диггез, чтобы увеличить имущественные требования к регистрации избирателей. Она бы эффективно лишила гражданских прав большинство афроамериканцев и многих бедных белых, как это было сделано другими бывшими штатами Конфедерации с помощью различных средств, начиная с новой конституции Миссисипи 1890 года. Другие законы штата Мэриленд уже сократили списки черных избирателей, однако эта поправка была отвергнута избирателями на всеобщих выборах.
В 1970 году избиратели одобрили поправку, которая создавала должность вице-губернатора штата Мэриленд. В 1972 году была одобрена поправка, которая создала действующую законодательную систему Генеральной Ассамблеи штата Мэриленд.

### Поправки 2008 года
В 2008 году были предложены две поправки на избирательных бюллетенях для штата Мэриленд на выборах президента США 2008 года. Первая поправка предлагала разрешить досрочное голосование в штате и позволить квалифицированным избирателям голосовать на избирательных участках за пределами родного района. Поправка была утверждена с результатом в 72,1% голосов. Вторая поправка предлагала уполномочить штат выдавать до пяти лицензий видео лотереям, основная цель —  получение прибыли за обучение детей в государственных школах. Эта поправка была утверждена с результатом в 58,7% голосов.

### Поправки 2012 года
В 2012 году были предложены три конституционные поправки на избирательных бюллетенях для штата Мэриленд во время выборов президента США 2012 года. Первая поправка предложила обязать судей суда по делам сирот округа Принс-Джордж штата Мэриленд иметь лицензию и быть членом Ассоциации адвокатов штата Мэриленд. Эта поправка была утверждена с результатом в 87,8% голосов. Вторая поправка предложила обязать судей суда по делам сирот для округа Балтимор штата Мэриленд иметь лицензию и быть членом адвокатуры штата Мэриленд. Поправка была утверждена с результатом в 88,1% голосов. Третья поправка предложила изменить положение, при котором выборное должностное лицо, обвиненное в совершении каких-либо преступлений, обязывают приостановить деятельность или отстраняют от должности. В соответствии с измененным законодательством выборное должностное лицо должно приостановить свою деятельность, когда ему выносят обвинение и снято с должности, когда ему вынесен окончательный приговор или когда он признает себя виновным. Эта поправка была утверждена с результатом в 88% голосов..